# 野球カンボジア代表
野球カンボジア代表（やきゅうカンボジアだいひょう）は、カンボジアの野球ナショナルチームである。
2009年のアジアン・ベースボール・カップに出場。グループリーグ全敗。順位決定戦ではマレーシアに勝利し、7位に終わった。
2011年11月、元プロ野球選手の広澤克実がコーチに就任すると発表された。
2023年1月現在、監督は松吉 貴司が務めている。

## 国際大会

### ワールド・ベースボール・クラシック
| 回 | 年   | 開催地                                                                       | 順位   |
| -- | ---- | ---------------------------------------------------------------------------- | ------ |
| 1  | 2006 | アメリカ合衆国の旗 · 日本の旗 · プエルトリコの旗                             | 不参加 |
| 2  | 2009 | アメリカ合衆国の旗 · 日本の旗 · プエルトリコの旗 · メキシコの旗 · カナダの旗 | 不参加 |
| 3  | 2013 | アメリカ合衆国の旗 · 日本の旗 · プエルトリコの旗 · 中華民国の旗              | 不参加 |
| 4  | 2017 | アメリカ合衆国の旗 · 日本の旗 · 大韓民国の旗 · メキシコの旗                  | 不参加 |
| 5  | 2023 | アメリカ合衆国の旗 · 日本の旗 · 中華民国の旗                                 | 不参加 |
| 6  | 2026 |                                                                              |        |

### オリンピック
| 回 | 年   | 開催地     | 順位     |
| -- | ---- | ---------- | -------- |
| 26 | 1992 | バルセロナ | 予選敗退 |
| 27 | 1996 | アトランタ | 予選敗退 |
| 28 | 2000 | シドニー   | 予選敗退 |
| 29 | 2004 | アテネ     | 予選敗退 |
| 30 | 2008 | 北京       | 予選敗退 |
| 33 | 2021 | 東京       | 予選敗退 |

### WBSCプレミア12
| 回 | 年   | 開催地                                                | 順位         |
| -- | ---- | ----------------------------------------------------- | ------------ |
| 1  | 2015 | 日本の旗 · 中華民国の旗                               | 参加資格無し |
| 2  | 2019 | 日本の旗 · 中華民国の旗 · 大韓民国の旗 · メキシコの旗 | 参加資格無し |
| 3  | 2024 | 日本の旗 · 中華民国の旗 · メキシコの旗                | 参加資格無し |

### アジアン・ベースボール・カップ
- 2009年 - 7位